# Fort VIIA der Festung Warschau

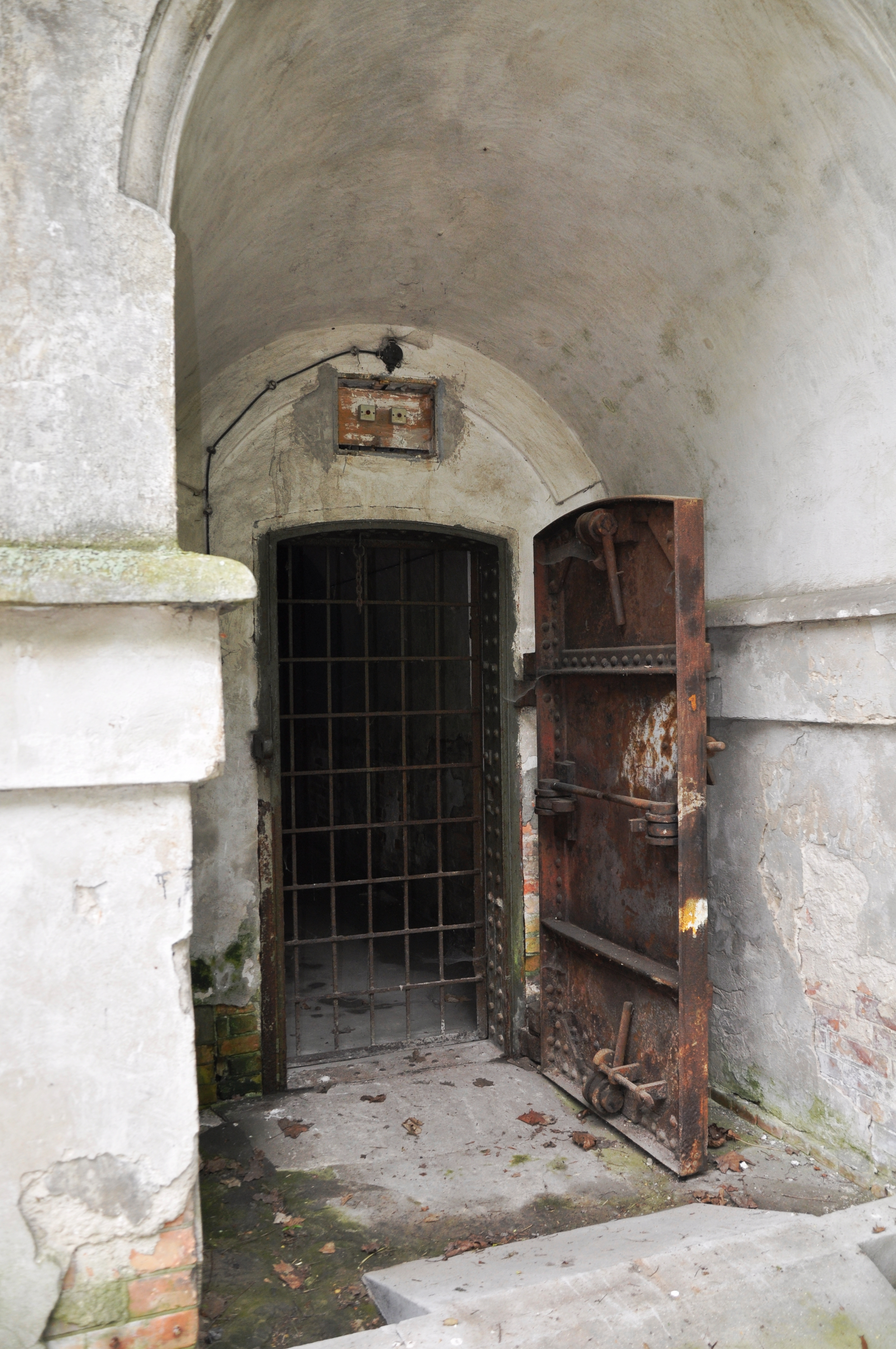
Einer der Zugänge zu den guterhaltenen, betongedeckten Kasematten im Zentralbereich des Innenhofs – früher vermutlich als Munitionslager genutzt

Das Fort VIIA der Festung Warschau (auch Fort „Służewiec“ genannt) war ein kleines Artilleriefort im äußeren Verteidigungsgürtel der Warschauer Befestigungsanlagen des ausgehenden 19. Jahrhunderts. Es ist teilweise erhalten und wird heute gewerblich genutzt. Die Anlage wurde am 27. Januar 1992 unter Denkmalschutz gestellt (Nr. 1478).

## Geschichte
Das 1891 bis 1892 errichtete Fort VIIA wurde als eines von fünf kleineren Forts Warschaus in den bereits seit rund zehn Jahren bestehenden äußeren Fortgürtel eingegliedert. Von den älteren Artillerieforts dieses Gürtels unterschied es sich durch seine Dimensionen (die Gesamtanlage inklusive Außenbereiche betrug nur knapp 14 Hektar im Gegensatz zu den rund doppelt so großen Altforts), eine der Entwicklung der Brisanzgranate folgende modernere Befestigung sowie einen außergewöhnlichen Grundriss. Das auf einer Höhe von 110 Meter über Meeresspiegel liegende Fort hatte etwa die Form eines Rhombus. Der Nummerierungsbestandteil „A“ verdeutlicht die nachträgliche Einordnung in das System.
Die Hauptkampfrichtung von Fort VIIA lag Richtung Süden; eine der Aufgaben der Anlage war die Sicherung der in unmittelbarer Nähe verlaufenden Straße nach Puławy, der heute mehrspurigen Puławska-Straße. Heute wird das Fort außerdem von den Straßen Alea Lotników, Modzelewskiego und Smyczkowa umgeben. Die Anschlussforts waren im Westen Fort „Zbarż“ und im Südosten Fort „Służew“. Das im Vorfeld des Forts liegende Bachtal des Służewiecki mit seinen zahlreichen Verästelungen bildete eine natürliche Barriere.

### Schleifung
Im Rahmen der am 31. Januar 1909 beschlossenen Schleifung der Verteidigungsanlagen Warschaus wurden die Wälle weitgehend abgetragen und dort befindliche Konstruktions- und Betonelemente (darunter Unterkünfte und Frontkaponnieren) gesprengt. Im Innenbereich befindliche Kasematten (vermutlich ehemalige Munitionslager) wurden dagegen nicht zerstört.
Während der Kämpfe 1939 spielte das Fort keine Rolle. Da es durch den Graben gut geschützt und damit ein geeigneter Platz zur Lagerung von Waffen und Gerät war, nutzen deutsche Einheiten es während der Besatzungszeit zur Einlagerung requirierter polnischer Waffen. Berichten zufolge wurde die Anlage während des Warschauer Aufstands provisorisch befestigt, auf den Wällen wurden Schützengräben eingerichtet.
Nach dem Zweiten Weltkrieg wurde das Restfort verschiedentlich genutzt, bis es in den 1970er Jahren in den Besitz des Militärischen Filmstudios „Czołówka“ (Wojskowe Wytwórnia Filmowa „Czołówka“) gelangte, das auch heute noch Eigentümer der Anlage ist. Nach dem Krieg wurden in der Anlage Lager und Verwaltungsgebäude errichtet. Heute befinden sich hier die Niederlassungen von verschiedenen Firmen der Filmindustrie. Auf dem ehemaligen Glacis und im rückwärtigen Raum entsteht zunehmend moderne Stadtbebauung.

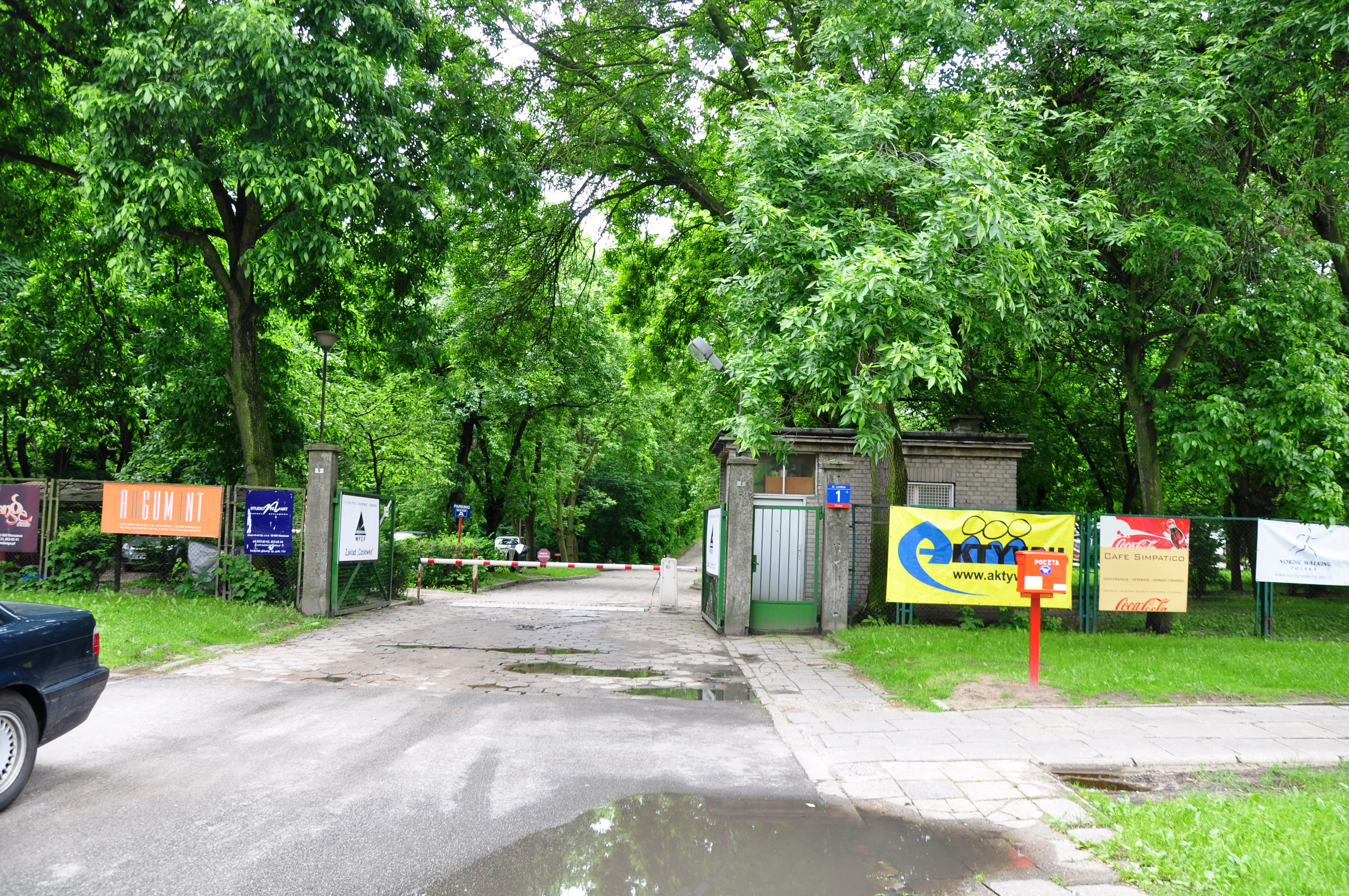
Heutige Einfahrt zum Gelände von der Aleja Lotników
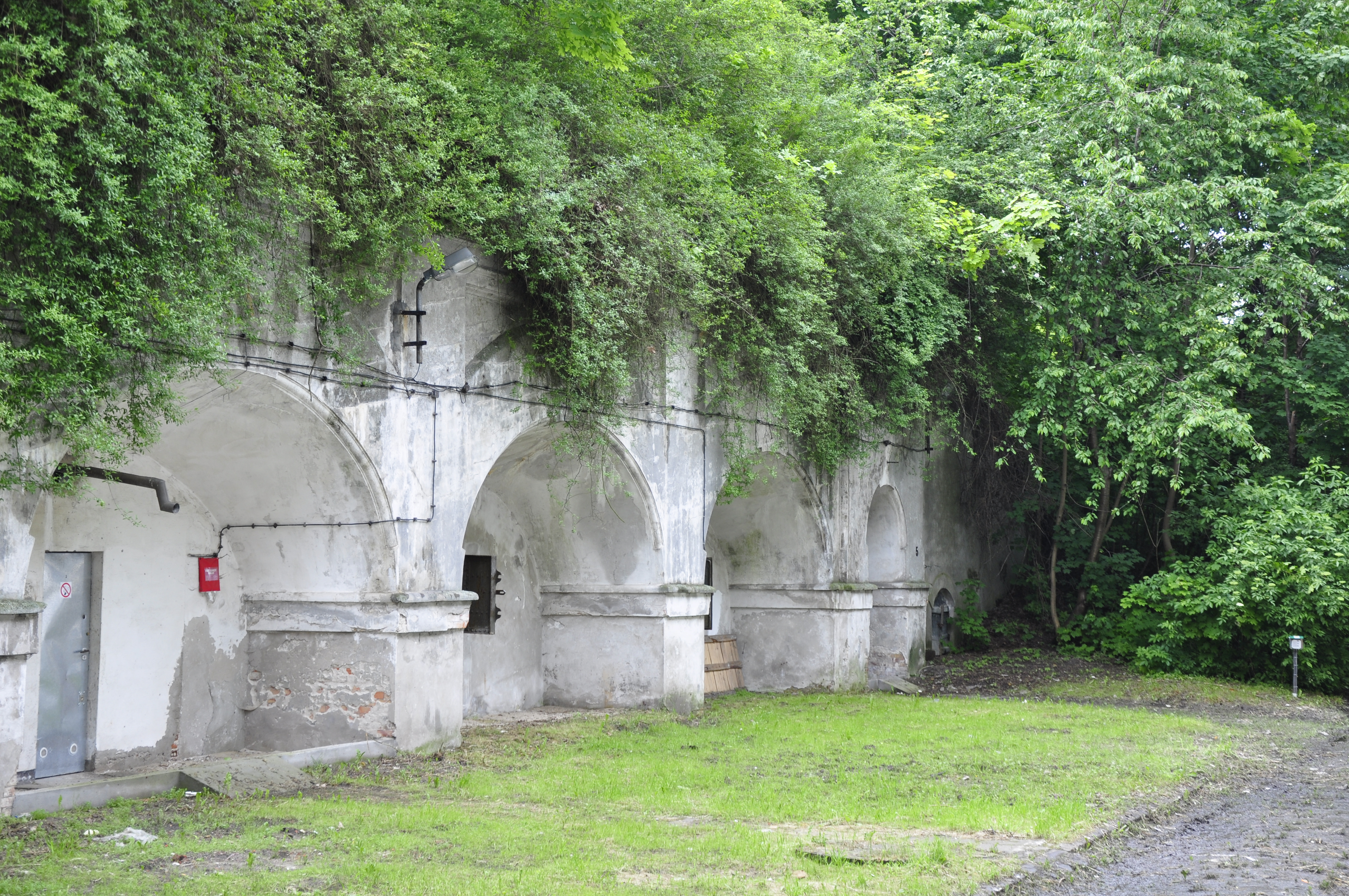
Kasematten im Zentrum des Forts
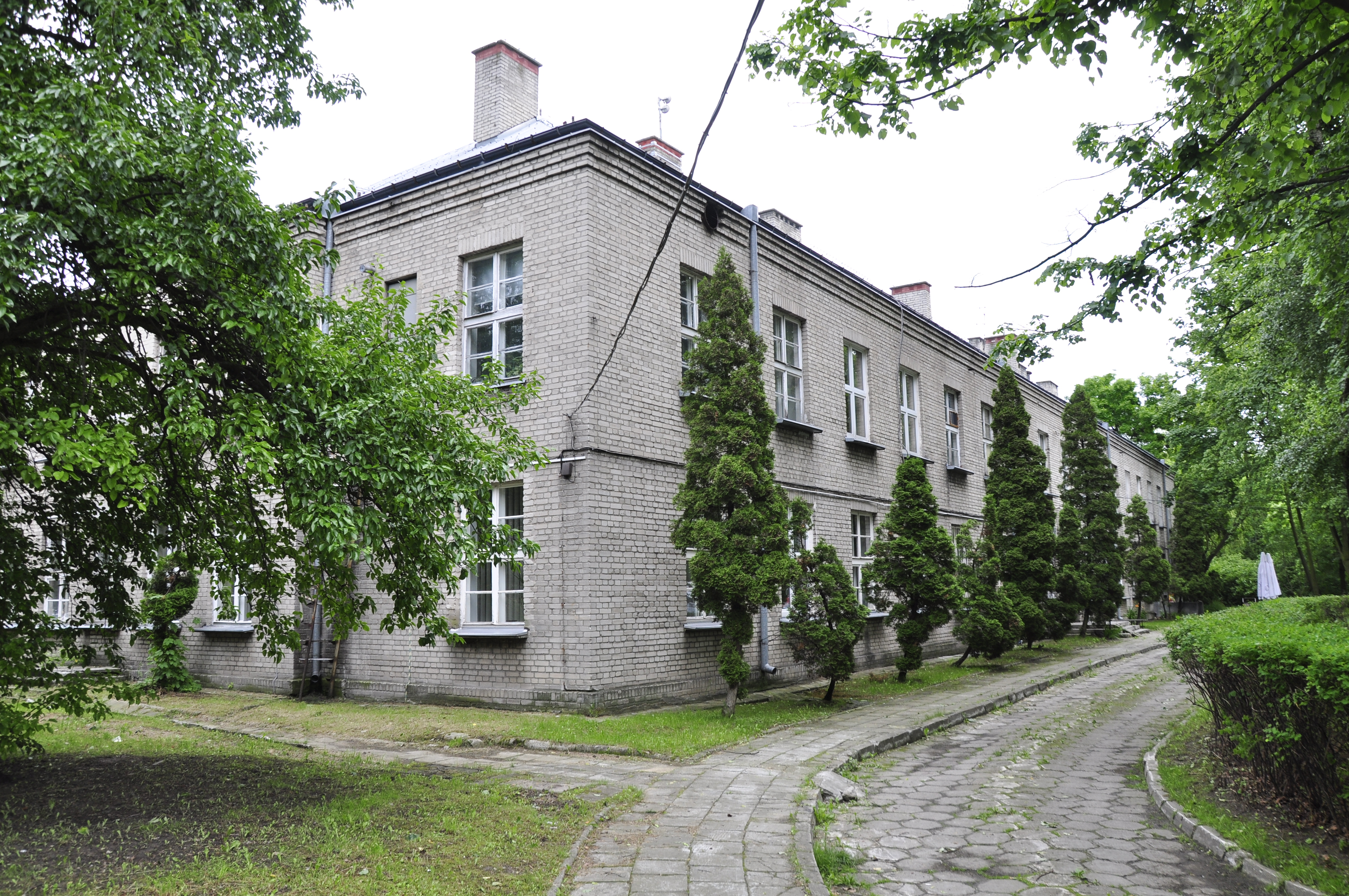
Verwaltungsgebäude im Nordwesten der Anlage, heute Sitz der Filmgesellschaft „Czołówka“
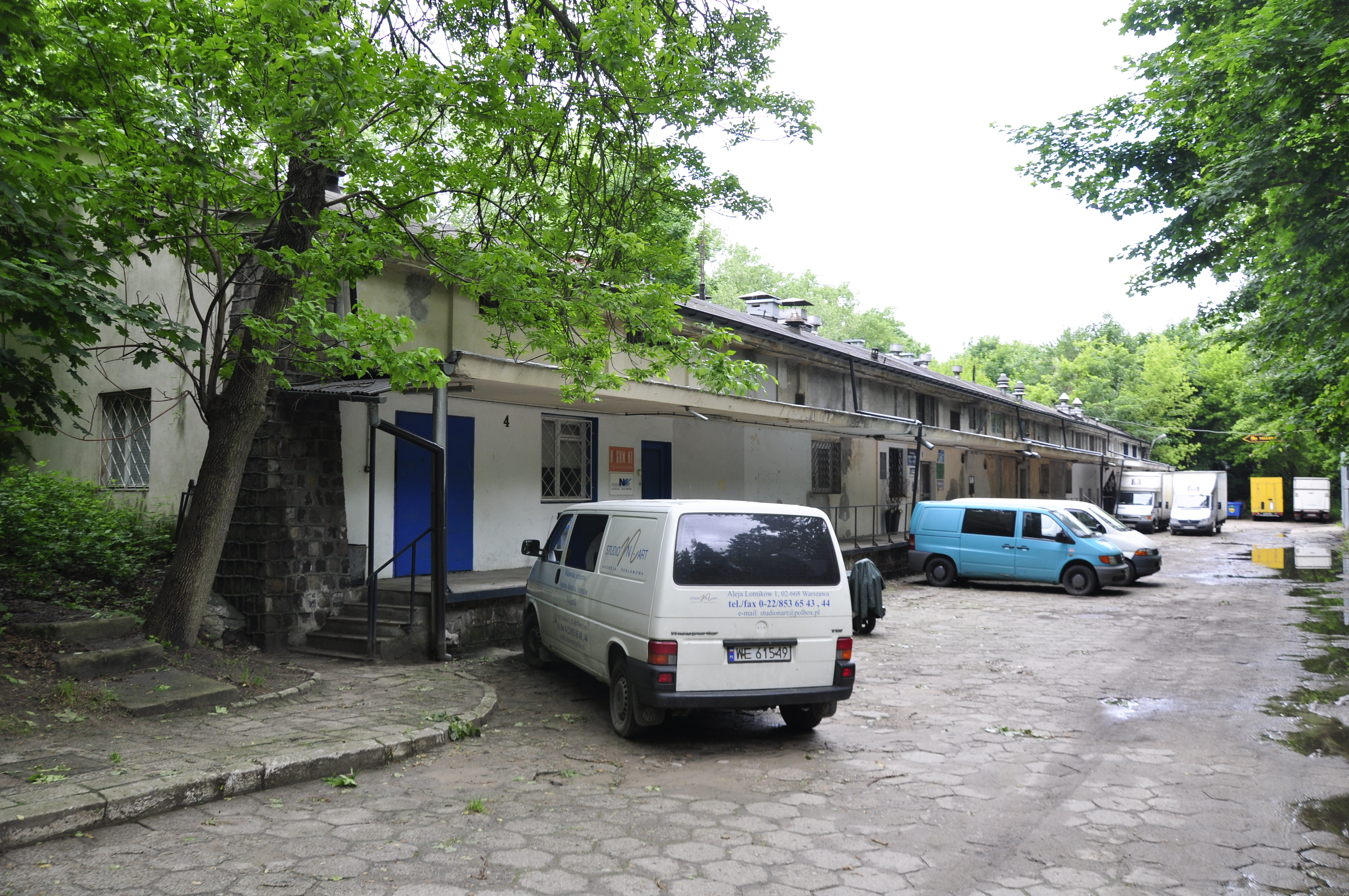
Ehemalige Lager im rückwärtigen Bereich, heute Nutzung durch verschiedene Filmfirmen